# لونغتوك غياتسو
لونغتوك غياتسو (1806 م – 1815 م) الدالاي لاما التاسع، ولد في دان شوخور قرية صغيرة في خام لأبويه تينزين شويكيونغ ودهوندوب دولما. عام 1807 تقرر بأنه الدالاي لاما التاسع وأخذ إلى لاسا في موكب كبير، وفي عام 1810 توج في قصر بوتالا. تقدم بنذور الراهب المبتدئ وأُعطي اسم لونغتوك غياتسو. توفي عام 1815 وهو صغير في التاسعة.

## مواضيع ذات صلة
- البوذية
- الدالاي لاما

## وصلات خارجية
- The Ninth Dalai Lama, Lungtok Gyatso Gyatso. Dalai lama.com
- الموسوعة البريطانية

| سبقه جامفيل غياتسو | الدالاي لاما بين عامي 1806 - 1815 | تبعه تسولتريم غياتسو |